# Arthur Biedl
Arthur Biedl, född 4 oktober 1869, död 26 augusti 1933, var en ungersk patolog och endokrinolog.
Han studerade medicin vid Wiens universitet, där han också avlade doktorsexamen 1892. Året därpå blev han assistent vid institutet för experimentell patologi. 1899 blev han extraordinär professor och 1902 ordinär professor. 1910 publicerade han ett arbete om invärtes sekretion som var den första utförliga studien över körtlarna och deras utsöndringar. 1913 blev han erbjuden en professur i experimentell patologi vid tyska universitetet i Prag, vilken han accepterade.
1928 grundade Biedl tidskriften Endokrinologie. Han har också givit namn åt Bardet-Biedls syndrom (tillsammans med Georges Louis Bardet)